# 埃爾塞里托 (加利福尼亞州河濱縣)
埃爾塞里托（英語：El Cerrito）是位於美國加利福尼亞州河濱縣的一個人口普查指定地區。

## 地理
埃爾塞里托的座標為33°50′22″N 117°31′20″W / 33.83944°N 117.52222°W，而該地最高點為海拔高度262米（即860英尺）。

## 人口
根據2010年美國人口普查的數據，埃爾塞里托的面積為7.194平方千米，當中陸地面積為6.612平方千米，而水域面積為0.582平方千米。當地共有人口5100人，而人口密度為每平方千米708人。